# Сейлор, Райан
Ра́йан Джо́зеф Се́йлор (англ. Ryan Joseph Sailor; род. 27 ноября 1998, Сентенниал, Колорадо) — американский футболист, защитник клуба «Интер Майами».

## Клубная карьера
Родился и вырос в городе Сентенниал, штат Колорадо. Окончил местную среднюю школа Арапахо. На юношеском уровне выступал за резервный клуб «Колорадо Рэпидз» — «Реал Колорадо Фоксес», в составе команды вышел в полуфинал IV региона и стал победителем чемпионата штата Колорадо в 2013 году.
В 2016—2021 годах учился и выступал за университетскую команду Вашингтонского университета. В первые три сезона провёл всего матча, адаптируясь в команде. В трёх последних сезонах стал регулярно получать игровую практику и завершил выступления в команде со статистикой в 48 матчей, 16 голов и 13 голевые передачи. В своём последнем сезоне, Сейлор был признан защитником года в студенческой конференции Pac-12, включён в всеконференскую и всеамериканскую команду сезона, стал полуфиналистом трофея Херманн Трофи.
11 января на Супердрафте MLS 2022 выбран в первом раунде под общим девятым номером клубом «Интер Майами». 22 февраля подписал профессиональный контракт с клубом. 7 мая 2022 года в матче против клуба «Шарлотт» он дебютировал в MLS.